# Alexis Corbière
Alexis Corbière (n. 17 august 1968, Béziers, communauté d'agglomération Béziers Méditerranée⁠(d), Franța) este un politician francez.
A fost membru al Ligii Comuniste Revoluționare între 1993 și 1997, iar ulterior a militat în cadrul Partidului Socialist până la congresul de la Reims din 2008, după care a devenit secretar național al Partidului de Stânga. A fost prim-adjunct al primarului socialist al arondismentului 12 din Paris, Michèle Blumenthal, între 2001 și 2014, precum și consilier în Consiliul din Paris între 2008 și 2014.
Purtător de cuvânt al lui Jean-Luc Mélenchon și al partidului său, La France insoumise, în cadrul alegerilor prezidențiale franceze din 2017, a fost ales deputat în a șaptea circumscripție a departamentului Seine-Saint-Denis, în urma alegerilor legislative care au urmat, fiind reales în 2022 în cadrul Noului Front Popular Ecologist și Social.
Ulterior, s-a distanțat de Jean-Luc Mélenchon și de La France insoumise, formațiune din partea căreia nu a mai primit susținerea în cadrul alegerilor legislative din 2024. A beneficiat, în schimb, de sprijinul celorlalte partide din cadrul Noului Front Popular, reușind astfel să-și păstreze mandatul de deputat. Ulterior, a fondat mișcarea L’Après împreună cu alți disidenți ai formațiunii La France insoumise.

## Parcurs profesional
Alexis Frédéric Marie Corbière este licențiat în istorie, diplomă obținută la Universitatea Paris-Diderot. De asemenea, deține certificatul de aptitudini pentru profesorat în liceele profesionale (CAPLP) în domeniul literelor și istoriei. Între 1994 și 1995 a fost stagiar la Institutul Universitar de Formare a Profesorilor (IUFM) din Saint-Denis, iar în 1995 a devenit profesor de limba franceză și istorie-geografie într-un liceu profesional.
La 1 septembrie 2014 a fost detașat de rectoratul academiei din Paris la Muzeul Istoriei Imigrației. A fost repartizat în cadrul funcției de președinte al Consiliului de orientare al instituției respective.

## Carieră politică

### Origini, tinerețe, studii și începuturi ca militant troțkist
Fiu al unui tată angajat EDF și al unei mame casnice, verișor cu Jean-François Corbière, viitor consilier județean al cantonului Béziers-2, Alexis Frédéric Marie Corbière a organizat în noiembrie și decembrie 1986, în liceul său, greva împotriva proiectului de lege Devaquet. Astfel începe angajarea sa politică în organizația troțkistă a Partidului Comunist Internaționalist (lambertiști) (PCI) condusă de Pierre Lambert; această organizație tocmai fusese slăbită de plecarea unei mari părți a militanților studenți, aproximativ 400 de persoane care conduceau sindicatul UNEF-ID, către Partidul Socialist, sub influența viitorului deputat socialist Jean-Christophe Cambadélis.
Alexis Corbière a fost student la filosofie, apoi la istorie (la universitățile Paul-Valéry din Montpellier și Paris 7). A devenit unul dintre animatorii naționali ai mici organizații de tineret „lambertiști”, Alianța tinerilor revoluționari (AJR), al cărei secretar național a fost.
În 1988, s-a implicat în campania prezidențială a lui Pierre Lambert (candidat sub numele său real, Pierre Boussel), susținut de Mișcarea pentru un Partid al Muncitorilor (MPPT), care a obținut doar 0,38% din voturi.

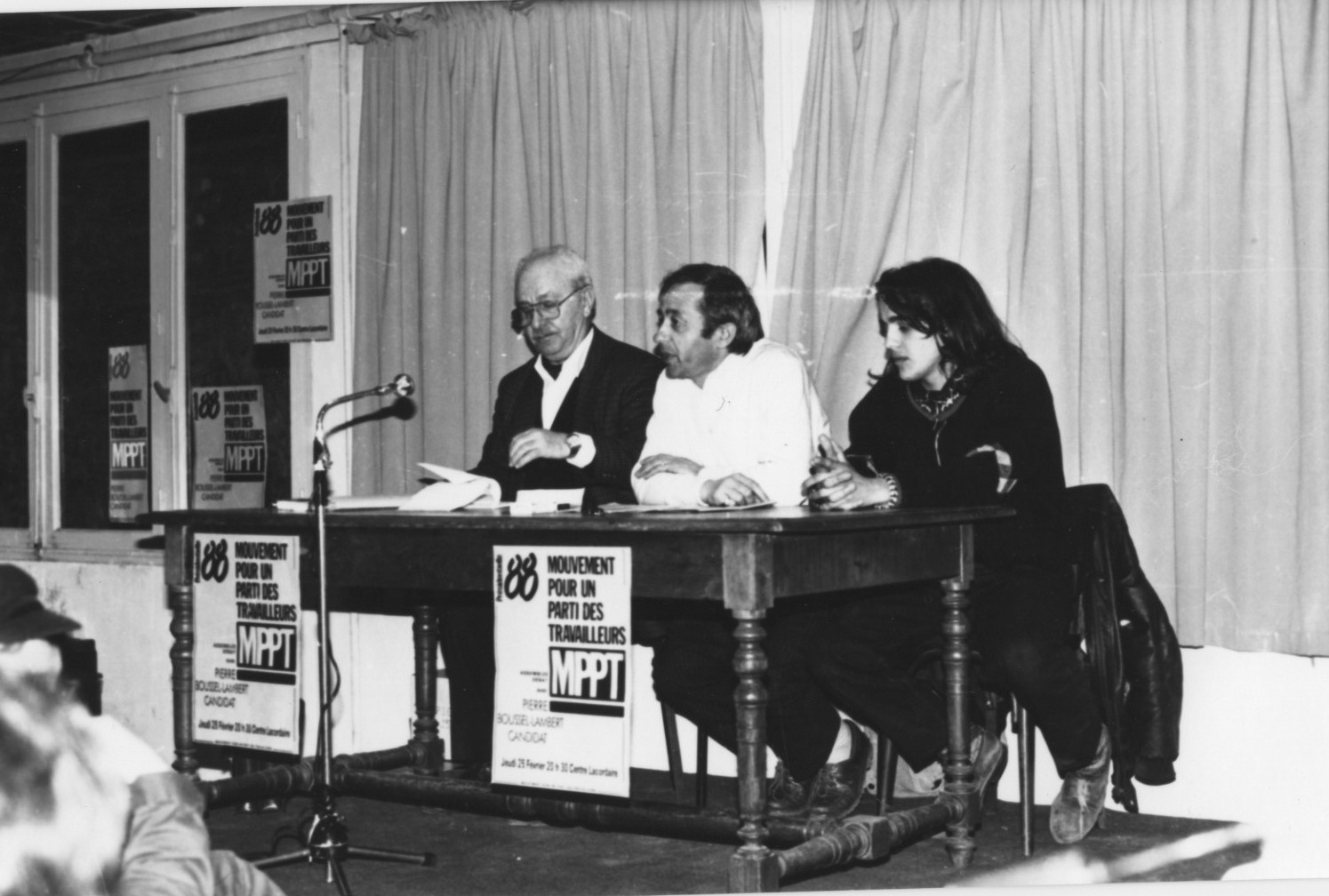
Alexis Corbière (dreapta) cu Pierre Lambert (stânga) la Montpellier, februarie 1988.

Între 1987 și 1990, a activat în mediul studențesc din Montpellier. În septembrie 1990, la cererea lui Pierre Lambert, s-a mutat în regiunea pariziană pentru a sprijini dezvoltarea națională a organizației AJR și a ziarului său, L’Étincelle. În acest scop, a fost ales membru al Comitetului Central al PCI.
Când a fost unul dintre secretarii naționali ai AJR, campaniile organizației s-au concentrat pe lupta împotriva muncii precare în rândul tinerilor, pentru închiderea Centrelor de retenție administrativă (ocazie cu care l-a întâlnit pe avocatul Gilbert Collard, deputat FN între 2017 și 2022, care însă la acea vreme milita pentru dreptul de azil și apărarea imigrației), împotriva Războiului din Golf și în sprijinul popoarelor din Est care se revoltau împotriva birocrațiilor staliniste (a efectuat deplasări în România și Polonia), printre altele.
Disensiunile l-au opus treptat orientării PCI, pe care o considera autoproclamată în construirea Partidului Muncitorilor (PT). Pierre Lambert nu mai dorea o organizație de tineret independentă și prefera o simplă rețea, Paroles de Jeunes. În martie 1992, în cadrul unui Comitet Central al PCI, a fost adoptată în unanimitate o rezoluție care cerea desființarea AJR și încetarea publicării ziarului L’Étincelle, cu excepția votului lui Alexis Corbière. Câteva zile mai târziu, un grup de liceeni membri ai PCI au publicat o foaie intitulată L’Étincelle du Val-de-Marne. Toți cei care nu au condamnat această publicație au fost excluși, peste 150 de militanti, printre care și Alexis Corbière și alți trei membri ai Comitetului Central al PCI. Împreună cu Pedro Carrasquedo, Corbière a înființat apoi Grupul La Commune.
În septembrie 1992, cu ocazia referendumului, a făcut campanie pentru «Nu la Tratatul de la Maastricht». În 1993, a aderat la Liga Comunistă Revoluționară (LCR), pe care a părăsit-o în 1997. Între 1995 și 1997 a făcut parte din Comitetul Central al LCR și a fost unul dintre animatorii activității organizației în rândul studenților, alături de Olivier Besancenot, implicându-se în sindicatul UNEF-ID, unde a fost ales vicepreședinte în iunie 1995 pentru Tendența Unitate și Democrație (TUD).
În cadrul congreselor UNEF-ID, a avut confruntări cu Raquel Garrido, pe care avea să o ia ulterior în căsătorie și care, la fel ca el, a devenit una dintre figurile centrale ale viitorului Partid de Stânga.
În iunie 1995, pe când era student la litere-istorie, a fost reținut timp de 72 de ore și pus sub acuzare pentru „asociere în vederea comiterii de infracțiuni în legătură cu o întreprindere teroristă” de către judecătoarea Laurence Le Vert, fiind ulterior încarcerat timp de o lună în închisoarea Fleury-Mérogis. I se reproșa că, în 1993, ar fi găzduit refugiați basci spanioli ai organizației ETA. Nu a putut susține astfel proba orală a examenului CAPES, dar a beneficiat de sprijinul UNI și al secretarului său general, Philippe Evanno, care a folosit contactele sale din Ministerul de Interne pentru a-i permite să-și susțină examenele. A fost achitat în urma unui proces desfășurat în 1997.

### Partidul Socialist
În 1998, s-a înscris în Partidul Socialist, în secția din arondismentul 12 din Paris, pentru a sprijini curentul Stânga socialistă, condus în special de Jean-Luc Mélenchon, pe care îl întâlnise pentru prima dată la 2 aprilie 1996, la Palais omnisports din Paris-Bercy, în marja unui mare miting ce îi reunea pe Lionel Jospin, Robert Hue, Dominique Voynet și Alain Krivine.
În cadrul Partidului Socialist, a participat la curentele conduse de Jean-Luc Mélenchon: Gauche socialiste, Nouveau Monde și Trait d’Union, precum și la crearea Clubului Pentru Republica Socială (PRS) în 2003.
Considerat un „apropiat” al lui Jean-Luc Mélenchon, a fost unul dintre „consilierii săi tehnici” între 2000 și 2001, când acesta din urmă a fost ministru delegat pentru Învățământ profesional.
În timpul alegerilor municipale din aprilie 2001, a fost ales consilier municipal și a devenit prim-adjunct al primarului arondismentului 12, Michèle Blumenthal (PS).
A susținut campania pentru „Nu la Tratatul Constituțional European" (TCE) în cadrul referendumului din 29 mai 2005. Între februarie și mai 2005, a participat la mitinguri pentru „Nu la TCE”, alături de Marie-George Buffet și Olivier Besancenot.
În martie 2008, a fost reales consilier municipal al celui de-al 12-lea arondisment și consilier la Paris. A fost din nou desemnat prim-adjunct al primarului și a fost timp de un an unul dintre vicepreședinții Grupului socialist și afiliaților din Consiliul Parisului. Încă de la primele ședințe, împreună cu Danielle Simonnet, aleasă în al 20-lea arondisment, s-a aflat în dezacord cu ceilalți consilieri socialiști parizieni pe mai multe teme. Opunându-se privatizării colectării deșeurilor și acordării de subvenții către creșe confesionale, a rupt disciplina de vot a Grupului socialist votând public împotrivă.

### Crearea Partidului de Stânga

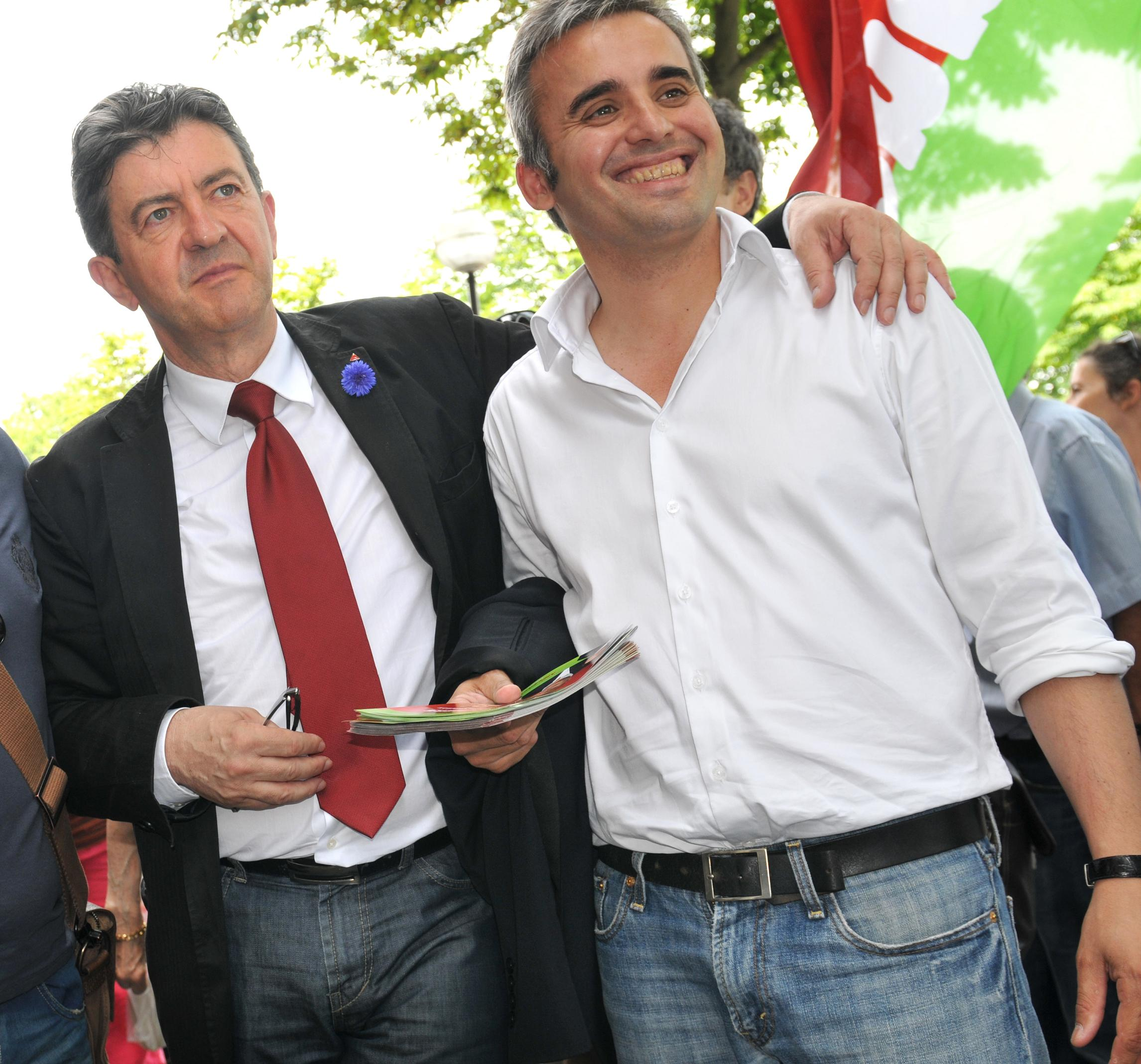
Alexis Corbière și Jean-Luc Mélenchon în iunie 2012 în al 12-lea arondisment din Paris.

În noiembrie 2008, după primul tur al Congresului socialist de la Reims, considerând că curentele de stânga din cadrul PS au obținut un scor în scădere față de cele două congrese precedente, refuzând să participe la fraudele interne și analizând că PS continuă transformarea sa într-un Partid Democrat american, a părăsit PS împreună cu camarazii săi pentru a fonda Partidul de Stânga (PG) sub conducerea lui Jean-Luc Mélenchon. Existența PG a permis constituirea Frontului de Stânga (FG) împreună cu Partidul Comunist Francez (PCF) și alte șapte organizații încă de la alegerile europene din 2009 și cele regionale din 2010.
În timpul alegerilor prezidențiale din 2012, a făcut parte din echipa de campanie a candidatului Frontului de Stânga, Jean-Luc Mélenchon, care a obținut 11,1% din voturi. A participat, în special alături de Laurent Maffeis, la contraargumentarea împotriva Frontului Național (FN).
În iunie 2012, a fost candidat la alegerile legislative pentru Frontul de Stânga în a 8-a circumscripție electorală din Paris (cuprinzând în principal arondismentul 12). (În 2007, PCF obținuse 1.036 voturi, adică 2,25%). În timpul campaniei, a organizat, printre altele, o dezbatere contradictorie cu candidatul UMP, Charles Beigbeder (candidata socialistă a refuzat propunerea). A fost învins în primul tur, obținând 3.775 voturi, adică 7,8%, clasându-se pe locul 3, după candidații PS și UMP.
În noiembrie 2013, a fost desemnat candidat al Frontului de Stânga (FG), cap de listă în arondismentul 12, pentru alegerile municipale din 23 și 30 martie 2014. Lista sa a obținut doar 5,4% din voturi în arondismentul respectiv și nu a fost reales.

### La France insoumise
La data de 10 februarie 2016, Jean-Luc Mélenchon a anunțat că „își propune candidatura” la alegerile prezidențiale din aprilie 2017, în cadrul jurnalului de la ora 20:00 de la TF1. Alexis Corbière a devenit imediat purtătorul său de cuvânt pe durata acestei campanii electorale. De atunci, a fost foarte des invitat în media pentru a explica pozițiile candidatului și ale mișcării sale. Pe 15 octombrie 2016, el a deschis prima convenție națională a partidului La France insoumise în suburbia Lille-ului.
Pentru a-și asigura activitatea în cadrul acestei campanii, Alexis Corbière s-a pus în disponibilitate din cadrul Ministerului Educației Naționale, unde era profesor, începând cu octombrie 2016. În calitate de purtător de cuvânt al campaniei, nu a fost angajat cu contract de muncă, ci și-a declarat statutul de autoantreprenor și a primit o remunerație de 28.700 de euro între octombrie 2016 și aprilie 2017.
A fost candidat la alegerile legislative din 2017 în departamentul Seine-Saint-Denis (circumscripția a 7-a: Montreuil și Bagnolet), din partea formațiunii La France insoumise, al cărei purtător de cuvânt era. S-a clasat pe locul al doilea în primul tur, cu 21,60% din voturile exprimate, intrând în turul doi alături de candidata La République en marche, Halima Menhoudj, adjunctă a primarului din Montreuil, care obținuse 24,7%. Alexis Corbière a fost ales deputat în cel de-al doilea tur, cu 57,90% din voturi.
După șase luni de legislatură, s-a clasat pe locul 88 în topul celor mai activi deputați, conform unui clasament realizat de revista Capital.
La alegerile legislative franceze din 2022, a fost reales din primul tur, obținând 22 718 voturi din 80 662 de alegători înscriși, adică 28,16% din totalul acestora și 62,94% din voturile valabil exprimate, într-un context marcat de o rată de absență de 54,10%.
În timpul campaniei, jurnalistul Aziz Zemouri a publicat pe site-ul revistei Le Point un articol în care susținea că Alexis Corbière și partenera sa, Raquel Garrido, ar angaja în mod ilegal o menajeră, acuzație pe care cei doi au respins-o categoric. O contraanchetă realizată de Mediapart a evidențiat „erori și incoerențe” în articolul calomnios, care a fost retras a doua zi de revista Le Point, care le-a prezentat scuze celor vizați.
Absent din noua conducere a La France insoumise (LFI), prezentată în decembrie 2022, Alexis Corbière și-a exprimat un „dezacord radical” față de aceasta. El a regretat lipsa unui proces electoral pentru desemnarea echipei de conducere și a cerut integrarea unei „parități sociale” în cadrul acesteia.
La reînnoirea biroului grupului parlamentar din mai 2023, Alexis Corbière a refuzat să rămână doar vicepreședinte. El și-a justificat decizia prin dorința de a aduce calm și de a pune capăt „violenței politice”. Demisia sa a fost anunțată la 23 mai și dezvăluită în presă pe 24 mai. Succesorul său urma să fie desemnat în săptămâna următoare, odată cu formarea noului birou.
Pentru alegerile legislative din 2024, La France insoumise refuză acordarea investiturii pentru cinci „frondeurs” (contestatari): Alexis Corbière, Raquel Garrido, Frédéric Mathieu, Hendrik Davi și Danielle Simonnet. În locul lui Corbière, Noul Front Popular o desemnează pe Sabrina Ali Benali drept candidată în a șaptea circumscripție a departamentului Seine-Saint-Denis, însă deputatul în funcție, Alexis Corbière, decide să își mențină candidatura. Este reales pe 7 iulie 2024, însă candidata oficială a LFI depune un recurs împotriva alegerii sale.
La 12 iulie 2024, el a anunțat fondarea mișcării L'Après, alături de alți dizidenți ai La France insoumise: Clémentine Autain, Danielle Simonnet și Raquel Garrido. Asociația fusese în pregătire încă din luna mai. La 15 iulie, deputații dizidenți din LFI au anunțat că se alătură grupului ecologist din Adunarea Națională. Este vorba despre Clémentine Autain, Alexis Corbière, Hendrik Davi, François Ruffin și Danièle Simonnet.

## Viața privată
Este căsătorit din iulie 2000 cu Raquel Garrido, franco-chiliană, cofondatoare a Partidului de Stânga și avocată în Baroul Parisului, specializată în drept internațional privat și public. Ea a fost, de asemenea, avocata lui Jean-Luc Mélenchon.
Cuplul are trei fiice.

## Detalii despre mandate și funcții
- 2001–2008: consilier de arondisment, prim-adjunct al primarului din arondismentul 12 din Paris
- 2008–2014: consilier al orașului Paris (grup comunist și aleși ai Partidului de Stânga), consilier de arondisment și prim-adjunct al primarului din arondismentul 12 din Paris
- Membru al Observatorului parizian asupra secularizării
- Din 2017: deputat al celei de-a șaptea circumscripții din Seine-Saint-Denis

## Poziții adoptate

### La Consiliul de la Paris

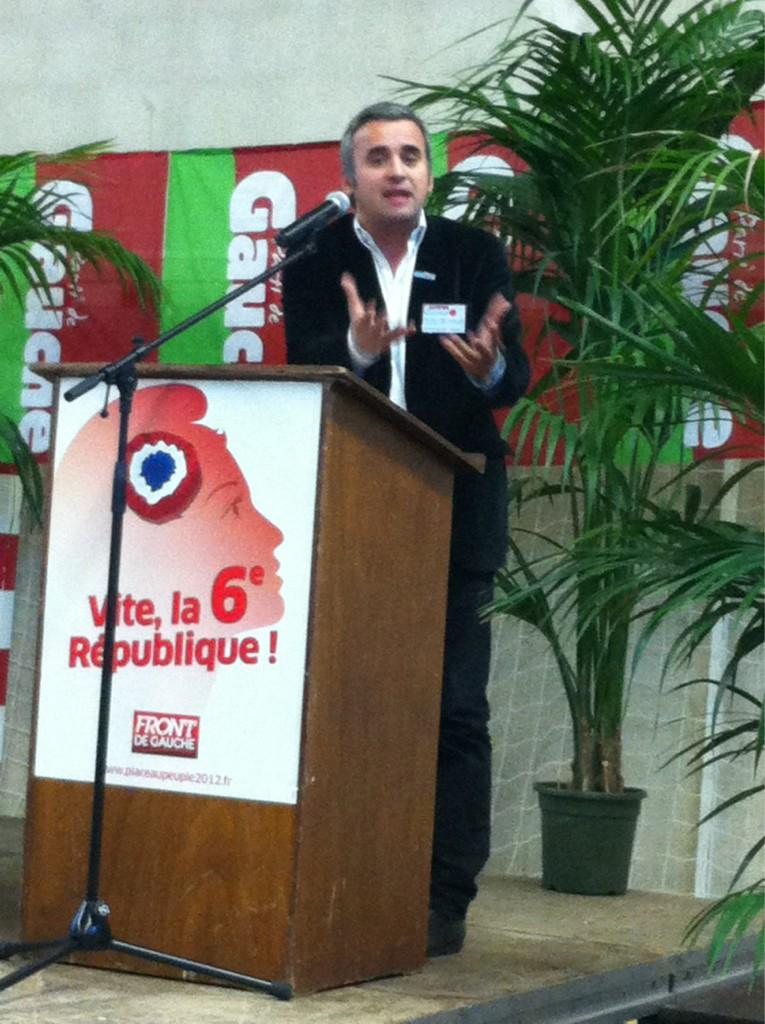
Alexis Corbière în 2012.

În iulie 2010, Alexis Corbière a cerut schimbarea denumirii colegiului Vincent d'Indy (situat în Paris, în arondismentul 12, pe avenue Vincent d'Indy), care purta numele compozitorului francez de la sfârșitul secolului al XIX-lea și începutul secolului al XX-lea, membru al Ligii Patriei Franceze. Corbière a obținut în cele din urmă schimbarea numelui colegiului la 12 februarie 2013. De atunci, colegiul poartă numele rezistentei Germaine Tillion. Numele bulevardului Vincent d'Indy nu a fost modificat.
În septembrie 2010, Alexis Corbière și Danielle Simonnet, consilieră a Parisului din partea Partidului de Stânga, s-au opus protocolului financiar semnat între Primăria Parisului și UMP privind cazul lui Jacques Chirac, care a dus la retragerea Primăriei din calitatea de parte civilă în procesul cunoscut sub numele „angajările fictive ale Primăriei Parisului”. Pentru aleșii Partidului de Stânga, acest protocol a reprezentat o greșeală politică, iar Primăria Parisului ar fi trebuit să-și mențină calitatea de parte civilă.
Între 2008 și 2011, Alexis Corbière i-a reproșat frecvent lui Christine Lagarde, care era atunci ministră a Finanțelor și aleasă UMP în opoziție în arondismentul 12 din Paris, că nu participa niciodată la ședințele consiliului de arondisment și că venea doar o dată pe an la Consiliul Parisului; el a cerut în mod repetat demisia acesteia. În noiembrie 2010, Corbière a denunțat pe blogul său un fotomontaj grosolan publicat pe coperta unei publicații a UMP, în care Christine Lagarde dorea să facă impresia că se plimba prin arondismentul 12, deși fotografia fusese realizată în Germania.
În februarie 2012, Alexis Corbière a votat împotriva propunerii ca o stradă din Paris să poarte numele opozantului regimului sovietic și scriitorului Aleksandr Soljenițîn. În opinia sa, deși Soljenițîn era cunoscut la nivel mondial pentru opoziția sa față de regimul sovietic, acesta avea, potrivit lui Corbière, vederi reacționare și accente antisemite. Corbière a apreciat că ostilitatea lui Soljenițîn față de universalismul și umanismul moștenite din Iluminism și față de principiile Revoluției Franceze, precum și susținerea pentru Vechiul Regim, contraveneau valorilor republicane. În același context, el și-a exprimat regretul că Maximilien Robespierre nu are o stradă care să-i poarte numele în Paris.
A fost pasionat de arta secolului al XX-lea și a apreciat în mod deosebit opera pictorului Maurice Boitel, care a locuit timp de peste cincizeci de ani în circumscripția sa. A propus în Consiliul local al arondismentului 12, apoi în Consiliul General al Parisului, ca numele pictorului să fie atribuit unui spațiu public din capitală. Propunerea a fost adoptată de fiecare dată în unanimitate de ambele consilii. Inaugurarea aleii Maurice Boitel, care înconjoară lacul Daumesnil, a avut loc la începutul anului 2014, la scurt timp după votul consiliilor, oficializat printr-un decret emis de primarul Parisului, Bertrand Delanoë (2013 DEV 165).
La alegerile municipale din 2014 din Paris, a candidat din nou în arondismentul 12, însă a fost învins încă din primul tur și și-a pierdut mandatul de consilier în Consiliul General al Parisului.

### Polemică privindLeMétronomede Lorànt Deutsch
În iulie 2012, Alexis Corbière a depus un proiect de hotărâre la Consiliul Parisului prin care a cerut încetarea promovării municipale, pe site-ul oficial al orașului Paris, a cărții Métronome: istoria Franței în ritmul metroului parizian a comediantului Lorànt Deutsch, publicată cu un an înainte. El a contestat, în special, acordarea de către primarul Parisului, Bertrand Delanoë, a medaliei de vermeil a orașului lui Lorànt Deutsch; de asemenea, a denunțat numeroase erori istorice de fapt din Métronome și a afirmat că lucrarea prezintă o istorie a Parisului care privilegiază Regimul Vechi și care „disprețuiește” sistematic actorii Revoluției Franceze și ai Comunei din Paris.
Lorànt Deutsch, în cadrul promovării mediatice a cărții sale, nu s-a ascuns că este monarhist și considera că „atunci când, în 1793, i s-a tăiat capul regelui, i-am tăiat și rădăcinile și de atunci le căutăm”. Alexis Corbière a dezaprobat faptul că autorul Métronome a fost invitat în paisprezece școli, în prezența aleșilor parizieni și a reprezentanților rectoratului, și că elevilor li s-a cerut să lucreze pe baza acestei lucrări. Deutsch a răspuns, la rândul său, că responsabilii Frontului de stânga se împotrivesc inutil împotriva sa și că au „o viziune foarte părtinitoare a istoriei”, precizând că el însuși nu face politică. Proiectul de hotărâre depus de Corbière a fost respins de toate grupurile din Consiliul Parisului, cu excepția PCF/PG.
În octombrie 2012, Alexis Corbière îl critică din nou pe Lorànt Deutsch când acesta participă la volumul lui Patrick Buisson, Le Paris de Céline, dedicat scriitorului Louis-Ferdinand Céline. În noiembrie 2012, în cadrul emisiunii culturale Grand Public de la France 2, Corbière denunță ceea ce consideră a fi o „reabilitare respingătoare” a scriitorului antisemit.

### 200 de ani de la moartea lui Napoleon I
Cu ocazia bicentenarului morții lui Napoleon I, el a publicat un articol de opinie în ziarul Le Figaro, în care și-a exprimat opoziția față de organizarea comemorărilor.
El recunoaște că „dezbaterea intelectuală trebuie încurajată cu această ocazie”, dar afirmă că „Republica nu poate aduce un omagiu oficial celui care i-a fost călău, punând capăt primei experiențe republicane din istoria noastră pentru a crea un regim autoritar”.

### Semnarea unei tribune pentru libertatea de informare, urmată de un apel la asasinarea sa
La 2 octombrie 2023, el cosemnează în L'Humanité o tribuna pentru apărarea libertății de informare, fapt pentru care este înscris în ziua următoare pe „lista candidaților la o lovitură în ceafă” pe site-ul de extremă dreapta Reseau-libre.org.

## Controverse și afaceri judiciare

### Locuințe sociale
În 2013, în timp ce partenera sa desfășura o activitate profesională, el câștiga 2.968 € net pe lună în calitate de consilier la Primăria Parisului și prim-adjunct al primarului din arondismentul 12, continuând să predea part-time ca profesor de istorie și franceză. Din motive legate de insecuritatea funcțiilor elective, el și familia sa au locuit într-un apartament (un F4 de 84 m² situat în arondismentul 12 din Paris), care făcea parte din parcul locativ administrat de regia imobiliară a orașului Paris. Acest locuință le fusese atribuită în 2003, pe vremea când el era prim-adjunct al primarului arondismentului. Situația, întâlnită și la alți consilieri ai orașului care nu dețineau proprietăți, nu era ilegală. După ce a pierdut alegerile din 2014, Alexis Corbière și-a pierdut veniturile provenite din mandatul său.

În 2017, controversa a reapărut cu ocazia alegerilor legislative. Cuplul format de Alexis Corbière și Raquel Garrido locuia în continuare în același apartament al orașului Paris. Clădirea fusese reatribuită în 2016 ca locuință socială în regim de închiriere și a fost integrată în parcul HLM. Potrivit ziarului Libération, deși cuplul beneficia de „un chirie mult mai mică decât prețurile pieței”, acesta nu ocupa locuința „în mod ilegal” din punct de vedere legal. La sfârșitul lunii mai, Alexis Corbière, care revenise la catedră ca profesor de istorie în liceu profesional după ce nu fusese reales la alegerile municipale din 2014, a explicat pentru postul RMC: „Plătesc mai puțin decât în sectorul privat”, recunoscând apoi: „Chiria mea este de 1.240 de euro pe lună. Salariul meu de profesor este de 2.350 de euro. Nu sunt ales, am intrat pe criterii sociale, am trei copii”. În prima sa sesiune la Adunarea Națională, la 27 iunie 2017, alesul din partea La France insoumise a confirmat pentru L’Obs intenția de a se muta „în lunile următoare”:
„C'est compliqué de trouver en deux semaines, mais oui, je vais habiter dans ma circonscription. Est-ce que ça aura lieu dans trois, quatre ou cinq mois, je ne peux pas vous dire. Je ne sais pas si ce sera à Bagnolet ou à Montreuil, je ne sais pas si je vais acheter ou louer, et je dois aussi négocier avec mes trois enfants… Mais je tiendrai parole.”
În septembrie 2017, el a declarat, în cadrul emisiunii On n'est pas couché, că „avea în vedere să se mute la Bagnolet”. În octombrie 2017, a afirmat că a găsit o nouă locuință.

### Ajutoare ale Agenției Naționale pentru Locuințe
În octombrie 2018, ziarul Le Canard enchaîné a afirmat că Alexis Corbière a beneficiat de subvenții financiare acoperind 60% din costul (adică 12.000 de euro) pentru lucrări de renovare energetică efectuate în primăvara anului 2018 într-o parte a apartamentului său. Ziarul susține că „în principiu, regulamentul îi impunea să furnizeze către ANAH veniturile din anul precedent, adică cele din 2017”. Totuși, contrar acestor afirmații, dosarul pentru solicitarea ajutorului la ANAH trebuie să includă o „copie după ultimul aviz de impozitare. De asemenea, subvențiile acordate de ANAH nu sunt ajutoare sociale, ci sprijin pentru renovarea energetică, condiționat de veniturile declarate în ultimul an fiscal.
Alexis Corbière a reacționat calificând articolul din Le Canard enchaîné drept „infam”.

### Alexis Corbière Communications
Pe 13 octombrie 2016, Alexis Corbière a înființat Alexis Corbière Communications, o societate de consultanță în relații publice și comunicare, care i-a permis să factureze servicii către candidatul Jean-Luc Mélenchon. Cu statutul de auto-întreprinzător, a încasat 12.300 de euro brut în 2016 și 16.400 de euro brut în 2017. Fiind funcționar public, Alexis Corbière ar fi trebuit să solicite o derogare de la serviciul public. În fața polemicii, a decis să închidă această firmă în iulie 2017 fără a se fi explicat asupra naturii serviciilor prestate.
În plus, între octombrie 2016 și aprilie 2017, a fost angajat ca consultant de către societatea de comunicare Mediascop, fondată de Sophia Chikirou. În această perioadă, a încasat 14.350 de euro brut.

### Percheziție și altercație cu forțele de ordine
Pe 16 octombrie 2018, în cadrul anchetelor preliminare privind conturile campaniei electorale din 2017 și presupusele angajări fictive la Parlamentul European, a avut loc o percheziție efectuată de Oficiul Central pentru Combaterea Corupției și a Infracțiunilor Financiar-Fiscale în sediile partidului La France insoumise.
Alexis Corbière, alături în special de Jean-Luc Mélenchon, a fost implicat în schimburi violente cu forțele de ordine. Un proces în instanța penală s-a desfășurat la Bobigny în septembrie 2019 pentru „acte de intimidare împotriva autorității judiciare, rebeliune și provocare”. A fost solicitată o amendă de 8.000 de euro împotriva lui Alexis Corbière. La 9 decembrie, a fost achitat.

### Altercație în culise la Fabrica Canalului
La 16 decembrie 2021, Cyril Hanouna a lansat emisiunea politică „Face à Baba” pe C8, cu scopul de a pune față în față candidații la alegerile prezidențiale din 2022, împreună cu editorialiști, susținători, analiști, alți politicieni și profesioniști din diverse domenii. În cadrul primei ediții, care l-a avut ca invitat pe Éric Zemmour, a izbucnit un schimb tensionat între Corbière și Stanislas Rigault, președintele mișcării de tineret a partidului Reconquête. După emisiune, altercația a continuat, iar tonul a crescut în culise. Într-o filmare cu altercația, Corbière și partenera sa, Raquel Garrido, se arată agresivi față de Rigault, iar aceasta îi spune: „Sugi pula șefului tău la televizor, crezi că asta e glorioasă?” adăugând „prostule” și apoi „lasă-l așa, lașule”. Videoclipul a devenit viral pe rețelele sociale, iar comportamentul opozanților lui Zemmour a fost criticat.

## Publicații
- Alexis Corbière; François Delapierre⁠(d) (1998). Un apartheid à la française (în franceză) (ed. Bérénice). p. 84. ISBN 978-2-84384-082-1.
- Alexis Corbière (2012). Le Parti de l’étrangère. Flibuste (în franceză) (ed. Éditions Tribord). p. 185. ISBN 978-2-930390-33-8.
- Alexis Corbière; Laurent Maffeis (2012). Robespierre, reviens !. Politique à gauche (în franceză) (ed. Bruno Leprince). Paris. p. 126. ISBN 978-2-36488-037-5.
- Jean Jaurès; Alexis Corbière (2010). Discours en Amérique latine, 1911. Politique à gauche (în franceză) (ed. Bruno Leprince). Paris. ISBN 978-2-916333-67-0.
- Citare goală (ajutor)Participe à ce recueil publiant plusieurs nouvelles dont celles de Didier Daeninckx⁠(d), David Dufresne⁠(d).
- Alexis Corbière (2014). Lire Jaurès. Café république (în franceză) (ed. Bruno Leprince). Paris. p. 132. ISBN 978-2-36488-068-9.
- Pierre Laurent⁠(d); Alexis Corbière; Matthias Tavel; Christian Picquet⁠(d); Roger Martelli⁠(d) (2015). Pour le peuple, contre le Front national. Penser le monde (în franceză) (ed. Le Temps des cerises⁠(d)). Paris. ISBN 978-2-37071-057-4.
- Alexis Corbière (2016). Le Piège des primaires (în franceză) (ed. Éditions du Cerf). Paris. ISBN 978-2-204-11588-9.
- Jean-Christophe Sellin (2018). Comprendre Octobre (în franceză) (ed. Éditions du Croquant). Paris. ISBN 978-2-36512-150-7.
- Alexis Corbière (ouvrage collectif des députés insoumis) (2018). La régression en marche (în franceză) (ed. Éditions du Seuil⁠(d)). Paris. p. 160. ISBN 978-2-02-140398-5.
- Alexis Corbière (2019). Jacobins ! (în franceză) (ed. Éditions Perrin⁠(d)). Paris. p. 304. ISBN 978-2262076344.
- Alexis Corbière (2020). Le scandale des frais bancaires (în franceză) (ed. Éditions Bruno Leprince). Paris. p. 176. ISBN 978-2-36488-160-0.
- Alexis Corbière (2021). Discours sur la laïcité (în franceză) (ed. Éditions 2031). Paris. p. 96. ISBN 9782491-328092.

### Arhive
- Inventarul colecției de arhivă Alexis Corbière păstrată la La contemporaine.

### Articole similare
- Alegeri legislative în Seine-Saint-Denis 2017 / 2022 / 2024 - A șaptea circumscripție electorală a orașului Seine-Saint-Denis - Lista deputaților din Seine-Saint-Denis